# Cornelius Ryan
Cornelius Ryan (Dublín, 5 de junio de 1920-Nueva York, 23 de noviembre de 1974) fue un periodista y escritor irlandés-estadounidense, conocido por sus populares obras sobre historia militar, especialmente la relativa a la Segunda Guerra Mundial.
Sus dos libros más populares son El día más largo y Un puente demasiado lejano. El primero de ellos recoge la historia del Día D, el día del desembarco en Normandía el 6 de junio de 1944, mientras el segundo trata de la operación aliada Market Garden en Países Bajos en septiembre de 1944. Ambas obras fueron llevadas al cine, respectivamente, como las superproducciones El día más largo en 1962, dirigida por Ken Annakin y producida por Darryl F. Zanuck, y como Un puente lejano en 1977, dirigida por Richard Attenborough. En ambas películas Ryan ejerció como guionista y como asesor en el rodaje.
Es considerado «uno de los más eminentes escritores sobre la Segunda Guerra Mundial».

## Periodista durante la Segunda Guerra Mundial
Nacido en Dublín, Ryan se instaló en Londres en 1941, en plena Segunda Guerra Mundial, donde, tras pasar por la Agencia Reuters, ejerció como corresponsal de guerra para el diario Daily Telegraph en 1941. En primer lugar cubrió la guerra aérea sobre Europa antes de unirse a las tropas del general estadounidense George Patton, cubriendo las acciones militares de éste en el Frente Occidental hasta el final de la guerra en Europa. Entonces marchó hacia el Teatro de operaciones del Pacífico en 1945, para luego acudir en pos de la noticia a Jerusalén en 1946.

## Periodista en la posguerra
Ryan emigró hacia los Estados Unidos en 1947 con la finalidad de trabajar en la revista Time, pasando luego por un corto período de tiempo a trabajar en la revista Newsweek y finalmente para Collier's. Contrajo matrimonio con Kathryn Morgan y adquirió la ciudadanía estadounidense en 1950. Durante su permanencia en Collier's, obtuvo el reconocimiento internacional por su cobertura de los programas espaciales estadounidenses. En 1956, por sus artículos «One Minute to Ditch» y «Five Desperate Hours in Cabin 56», obtuvo tres premios periodísticos: el Benjamin Franklin Award, el Overseas Press Club Award y el University of Illinois Award.

## Carrera como historiador militar
En 1956, comenzó a escribir El Día más largo, la primera de sus obras centrada en la temática de la historia militar. La obra, fruto de una intensa labor de investigación y redactada a partir del enlazado de historias relatadas por participantes en los acontecimientos entrevistados por Ryan, a modo de relato novelado, se convirtió inmediatamente en un gran éxito de ventas, que ha vendido más de cuatro millones y medio de ejemplares en varios idiomas, línea de ventas que se mantuvo con su siguiente trabajo La última batalla (1966), sobre la batalla de Berlín. Este último libro es enormemente rico en detalles e incluye informaciones procedentes de archivos civiles y militares, así como de fuentes estadounidenses, británicas, soviéticas y alemanas.

## Enfermedad y fallecimiento
En 1970 enfermó de cáncer de próstata, pero a pesar de recibir tratamiento regular con quimioterapia, comenzó a escribir Un puente demasiado lejano. El libro se publicó en 1974, pero Ryan falleció durante la gira promocional del mismo. Las notas que había tomado durante su enfermedad relativas a la misma fueron compiladas y editadas por su esposa en 1976, dos años después de su fallecimiento, con el nombre de A private battle, Una batalla privada, que en 1980 se rodó en forma de documental dramático para televisión.

## Premios
Fue condecorado con la Legión de honor concedida por las autoridades francesas, y también fue nombrado doctor honoris causa en Literatura por la Universidad de Ohio, la misma que hoy en día alberga la Cornelius Ryan Collection, dentro de la Biblioteca Alden.

## Obra publicada
- El día más largo (1959).
- La última batalla (1966).
- Un puente demasiado lejano (1974).